# Parnassia longshengensis
Parnassia longshengensis är en benvedsväxtart som beskrevs av Tsue Chih Ku. Parnassia longshengensis ingår i släktet Parnassia och familjen Celastraceae. Inga underarter finns listade.